# Deutsche Botschaft Accra
Die Deutsche Botschaft Accra ist die offizielle diplomatische Vertretung der Bundesrepublik Deutschland in Ghana.

## Lage

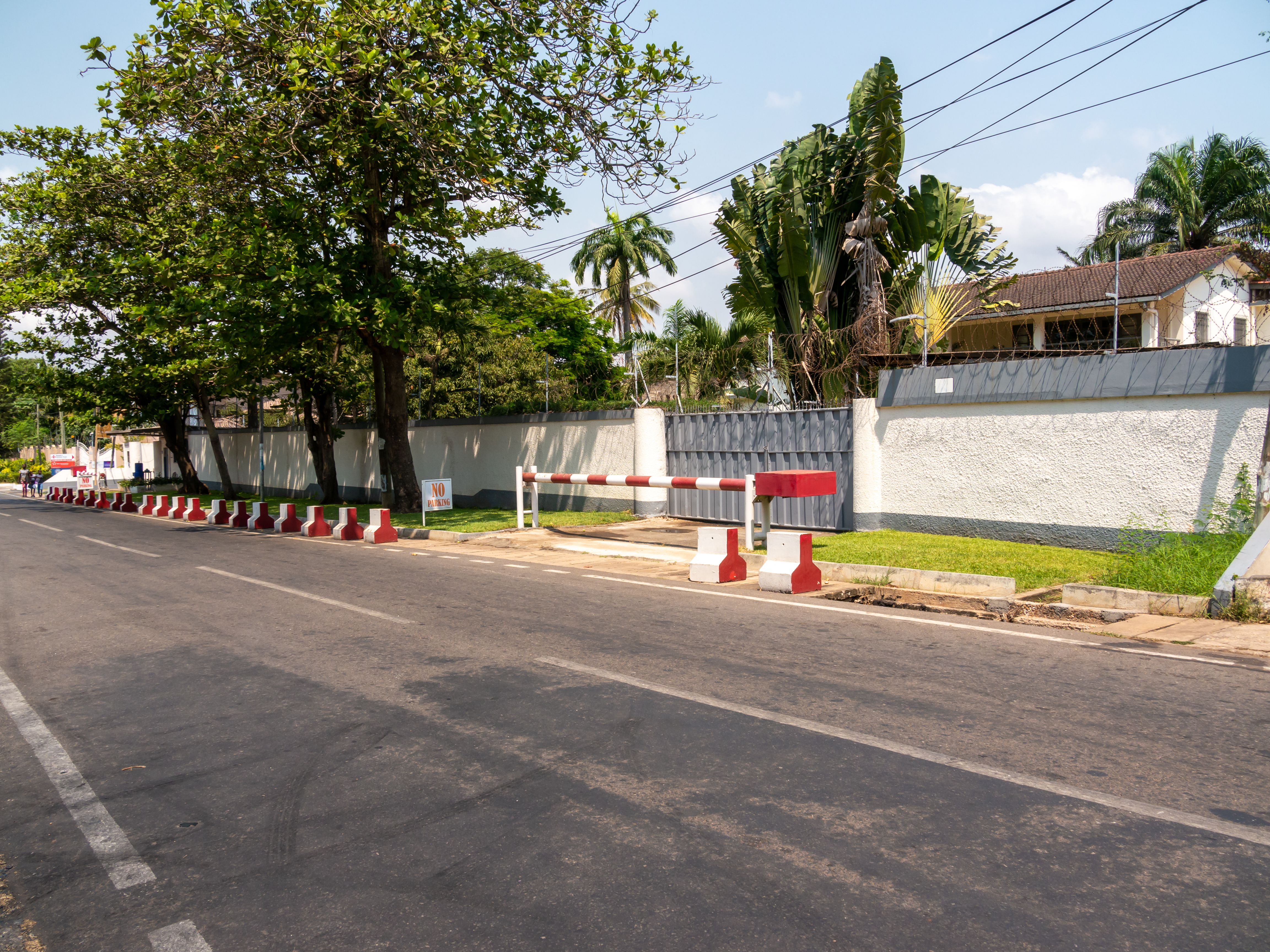
Kanzleigebäude der Botschaft

Das Haupthaus der Botschaft liegt im Vorort North Ridge (Korle Klottey Municipal District). Das Rechts- und Konsularreferat ist einige Hundert Meter entfernt untergebracht. Außerdem gehört die nahegelegene Regionalarztdienststelle für Westafrika zur Botschaft.

## Organisation
In der Botschaft werden die Sachgebiete Politik, Wirtschaft, Kultur und Bildung sowie Entwicklungszusammenarbeit bearbeitet. Sie bietet vollen Visa- und Konsularservice.
Der Militärattachéstab an der Botschaft Abuja (Nigeria) ist auch für Benin, Burkina Faso, Côte d’Ivoire, Ghana, Mali und Togo zuständig.
Die sogenannten Kleinstvertretungen in Freetown (Sierra Leone) und Monrovia (Liberia) werden in Rechts- und Konsularangelegenheiten von der Botschaft Accra unterstützt; sie betreut diese auch in Verwaltungsangelegenheiten.

## Geschichte
Am 28. Mai 1956 wurde in Accra ein Konsulat der Bundesrepublik Deutschland eingerichtet. Dieses wurde nach Erlangung der Unabhängigkeit vom Vereinigten Königreich (6. März 1957) am 26. Juni 1957 in eine Botschaft umgewandelt.
Die DDR unterhielt seit 1959 eine Handelsvertretung in Accra. Aus dieser entstand 1973 eine Botschaft, die im Jahr 1990 mit Beitritt der DDR zur Bundesrepublik Deutschland geschlossen wurde.